# Светлый луциан
Светлый луциан, или рифовый король, или луциан-парго (лат. Lutjanus analis), — вид лучепёрых рыб из семейства луциановых, обитающий в западной части Атлантического океана от Массачусетса до юго-восточного прибрежья Бразилии. Максимальная длина тела 94 см.

## Ареал и места обитания
Распространены в западной части Атлантического океана от Массачусетса до юго-восточного прибрежья Бразилии, включая Бермудские острова, Мексиканский залив и Карибское море. Наиболее многочисленны у Антильских островов и в прибрежных водах юга Флориды.
Взрослые особи встречаются на глубине 25—95 м как в открытых водах, так и у островов среди скалистых рифов. Ведут одиночный образ жизни, иногда образуют небольшие группы.

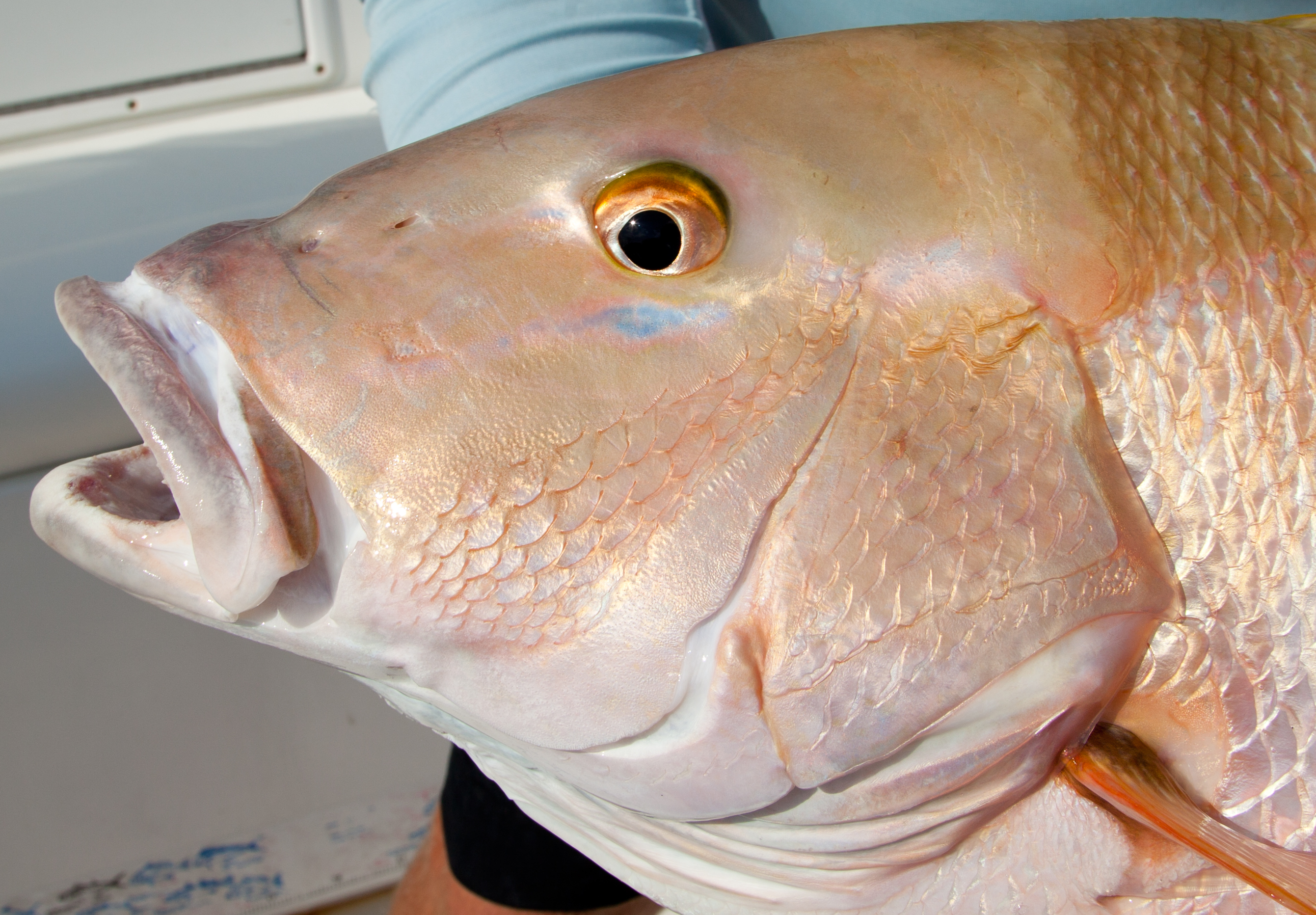

## Описание
Тело миндалевидное, умеренно высокое, несколько сжатое с боков, покрыто мелкой ктеноидной чешуёй. Голова крупная, с заострённым рылом, профиль головы от рыла до затылка крутой и прямой. Рот большой и конечный. Глаза маленькие. На каждой челюсти и сошнике узкими рядами расположены щетиновидные зубы. На верхней челюсти есть шесть клыковидных зубов, четыре из которых увеличенные. В спинном плавнике 9—11 (обычно 10) колючих и 13—14 мягких лучей, четвёртый колючий луч самый длинный. В анальном плавнике три жёстких (второй и третий равны по длине) и 8 мягких лучей. Край анального плавника заострённый. По этому признаку светлый луциан отличается от краснохвостого луциана (L. synagris}, у которого край анального плавника закруглённый. Грудные плавники длинные, их окончания заходят за анальное отверстие. Хвостовой плавник месяцеобразный. В боковой линии 47—51 чешуй. На нижней части первой жаберной дуги 12—13 жаберных тычинок.
Спина и верхняя часть тела оливкового цвета, а бока и брюхо красноватые. Все плавники красные. Край хвостового плавника тёмный. Над боковой линией в районе мягкой части хвостового плавника расположено отчётливое пятно небольшого размера. Две голубые линии на щеках, первая заходит за край глаза, а вторая идёт от верхнечелюстной кости через глаз. Когда луцианы-парго отдыхают, то на боках тела появляются 10—12 вертикальных полос; при активном плавании полосы не видны.
Максимальная длина тела 94 см, а масса 15,6 кг.

## Биология
Впервые созревают при длине тела 40—50 см. В нерестовый период образуют большие скопления. Проявляют привязанность к определённому месту и времени, т. е. нерестятся из года в год в одном и том же месте и в один и тот же календарный лунный день. На северо-востоке Карибского моря нерест отмечен в феврале, в других частях ареала нерестятся летом (июль и август). Плодовитость зависит от размера самок, у самок длиной более 51 см достигает 1,4 млн икринок. Икра и личинки пелагические. Личинки питаются планктоном в приповерхностных слоях воды.
Питаются в ночные часы мелкими рыбами, крабами, креветками, червями, гастроподами, цефалоподами. По мере роста в составе рациона возрастает доля рыб.
Максимальная продолжительность жизни 29 лет.

## Взаимодействие с человеком
При употреблении в пищу светлого луциана отмечались случаи заболевания сигуатерой. Популярный объект спортивной рыбалки.